# U-Bahn-Station Gußriegelstraße
Gußriegelstraße is een toekomstig metrostation in het district Favoriten van de Oostenrijkse hoofdstad Wenen.